# Озеро Хунин (Титан)
Озеро Хунин (лат. Junín Lacus) — углеводородное озеро на поверхности самого крупного спутника Сатурна — Титана. Центр имеет координаты 66°54′ с. ш. 123°06′ в. д. / 66,9° с. ш. 123,1° в. д..
Размер углеводоёма составляет примерно 6,3 км. Находится в северной полярной области Титана, рядом с его морями (Кракена, Лигеи и Пунги). Озеро состоит из жидких углеводородов, главным образом это метан, этан и пропан. Обнаружено на переданных снимках космического аппарата «Кассини-Гюйгенс». Названо в честь земного озера Хунин, расположенного на территории Перу. Название было утверждено Международным астрономическим союзом в 2010 году.